# Cultus verticalis
Cultus verticalis är en bäcksländeart som först beskrevs av Banks 1920.  Cultus verticalis ingår i släktet Cultus och familjen rovbäcksländor. Inga underarter finns listade i Catalogue of Life.